# Ciągi Walsha
Ciągi Walsha, funkcje Walsha wywołały duże zainteresowanie w latach 80. ponieważ traktowano je jako poważną alternatywę dla sygnałów sinusoidalnych będących bazą dla analizy Fouriera. 
Wywołały zainteresowanie dzięki wzajemnej ortogonalności. Ta własność jest podstawą systemów CDMA.